# Я и моё будущее
Я и моё будущее (англ. My Future Self 'n' Me) — эпизод 616 (№ 95) сериала «Южный парк», его премьера состоялась 4 декабря 2002 года.

## Сюжет
Дети находят во дворе школы окурок сигареты с марихуаной, но запуганные страшными рассказами о наркотиках не смеют до неё дотронуться, а, сгрудившись вокруг неё, пытаются решить, что с ней делать «пока её ещё кто нибудь не нашёл». Подошедший к ним Стэн говорит, что от того, что её тронешь, ничего страшного не случится, и в ответ на предложение выкинуть её в урну, кладёт окурок в пакет и выбрасывает в урну со словами: «Вот видите, ничего со мной не случилось, наркоманом я не стал и пыхнуть мне не хочется».
Однако вечером начинают происходить странные события: сначала его мама ни с того, ни с сего запрещает смотреть шоу по телевизору и переключает на новостной канал, в котором сообщают о появлении пришельца из будущего, бегающего по городу и кричащего «какой кошмар это прошлое» («как и положено настоящему пришельцу из будущего»).
Внезапно раздаётся звонок в дверь и на пороге оказывается тридцатилетний оборванец в такой же шапочке как у Стэна и немного на него похожий. Он рассказывает что он — это Стэн в 32 года, и что это его перенесло в прошлое, когда во время грозы открылся портал в пространстве-времени.
Он рассказывает много подробностей о семье Стэна и его родителях, поэтому Марши ему верят и принимают в семью. За обедом он рассказывает о том, как начал покуривать марихуану, потом попробовал героин, попал в тюрьму и начал скатываться все ниже и ниже. Стэн бормочет про себя: «Чёрт, не надо было мне трогать тот окурок!». Он провожает Стэна в школу. Когда они встречают Эрика и Кайла Стэн вынужден представить им себя будущего. Картман в восторге от того будущего, которое ждет Стэна, тем более, что, по словам Стэна из будущего, они с Кайлом не интересовались наркотиками и после отсидки Стэн потерял их из виду.
В ужасе от такого будущего Стэн просит Баттерса помочь ему с занятиями. В разговоре выясняется, что дома у Баттерса уже 4 месяца живёт будущий Баттерс. Стэн подозревает, что родители его обманули и начинает расследование. Найдя в кармане куртки «себя будущего» визитную карточку фирмы «Корпорация Мотивация» они с Баттерсом наносят туда визит. В офисе компании мальчики обнаруживают людей, сидящих за компьютерами и подбирающих фотографии взрослых людей и грим к ним, похожих на расположенные рядом фотографии детей. Они подслушивают разговор, из которого становится понятно, что компания занимается подбором актёров на роль «пришельцев из будущего», с целью запугать детей, заставить их лучше учиться и не прикасаться к наркотикам.
Шокированный Стэн покидает офис фирмы и предлагает Баттерсу сбежать из дома. Листая телефонный справочник в поисках турфирмы, которая может продать им билеты в выбранное место, они натыкаются на рекламу фирмы, обещающую помочь детям отомстить родителям. Они приходят в офис турфирмы и с удивлением обнаруживают в директорском кресле Картмана. Со словами «Так я и знал, это выглядело слишком хорошо, чтобы быть правдой!» Стэн пытается уйти из офиса, но Картман убеждает их выслушать свои предложения. Впрочем, все предложения Картмана сводятся к тому, чтобы, различными способами выманив родителей из дома, вымазать стены внутри дома фекалиями. Баттерс соглашается, а Стэн отказывается и пытается заставить родителей признаться в обмане.
Сперва он начинает задавать своему «будущему я» вопросы, ответ на которые никто не может знать кроме Стэна, но родители просят его не огорчать «себя будущего». Тогда Стэн делает вид, что хочет отрубить себе руку, тогда и «у меня будущего она тоже исчезнет», но вопреки ожиданиям его отец, махнув рукой, говорит: «Давай, руби!». Стэн наносит удар топором, и его рука отлетает в сторону. Отец в панике хватает со стола топорик для мяса и отрубает руку «будущему Стэну» со словами: «вот видишь, у него тоже исчезла рука, так что он — это ты будущий!». Стэн говорит, что он не отрубал себе руку, это была просто уловка. Рэнди со словами «Вот видишь, у него она тоже приросла! Не употребляй наркотики!» пытается приставить обрубок руки на место. Актёр с криком «Скорую, скорую!!!» теряет сознание.
Тем временем, в доме Баттерса Картман заканчивает выполнение контракта. На вопрос Баттерса «А когда родители разозлятся, как это потом можно будет убрать?» Картман отвечает «Этим уже занимается другая фирма» и вместе со своей бригадой покидает дом через чёрный ход. В дом заходит Стэн, удивляющийся запаху, а следом за ним родители Баттерса. На удивление, они понимают, что сами виноваты в произошедшем тем, что врали собственному ребёнку. Внезапно появляются родители Стэна и начинают пытаться объяснить, что та гроза перебросила из прошлого не только «будущего Стэна», но и «будущего Баттерса». Уставший от всего этого Стэн объясняет родителям, что он всё знает про «Корпорацию Мотивация» и просто хотел дать им шанс самим признаться в обмане. Родители Стэна извиняются перед ним и объясняют, что не знали как ещё им поговорить с ним о наркотиках.
Родители решают, что во всём виновата корпорация и нанимают Картмана, чтобы тот измазал их офис фекалиями. После прослушивания проклятий сотрудников, пришедших на работу, Картману дают коробку печенья в виде премии, но он отказывается, заявив, что задумался о своём будущем и решил измениться. Сразу же к нему подходит стройный молодой человек в дорогом костюме и заявляет, что он — будущий Картман, и что именно в этот день он решил измениться, перестать есть нездоровую пищу и приняться за учёбу, что в итоге сделало его генеральным директором своей собственной фирмы путешествий во времени. Услышав это, Картман заявляет, что раз из него пытаются сделать дурака, он назло всем будет жрать сколько влезет и ничего не делать в школе. Ошарашенный Картман из будущего ничего не может сказать, а когда ребята уходят, он внезапно превращается в жирного парня в рваной засаленной футболке с гаечным ключом и саквояжем инструментов в руках. Сразу потеряв правильность речи и хорошо поставленный голос, он вопит: «Ну твою ж мать!!!»

## Факты
- В этом эпизоде появляется инопланетянин: он виден на стене, когда Картман измазывает дом Баттерса дерьмом.
- Стэн и Кайл уже брали в руки марихуану в эпизоде Полотенчик.
- В этом эпизоде Рэнди высказывается против наркотиков, хотя в серии «Кое-что, что можно сделать пальцем» он говорил Стэну, что пора научиться курить травку.
- Когда мексиканцы размазывают фекалии по стене в доме Баттерса, то можно заметить, что один из них мажет семейный фотопортрет зеленой краской. Это отсылка к эпизоду «Собственный эпизод Баттерса», где Линда Стотч закрашивает Баттерса на фотопортрете такой же краской.